# Marie-Edwige Hartig

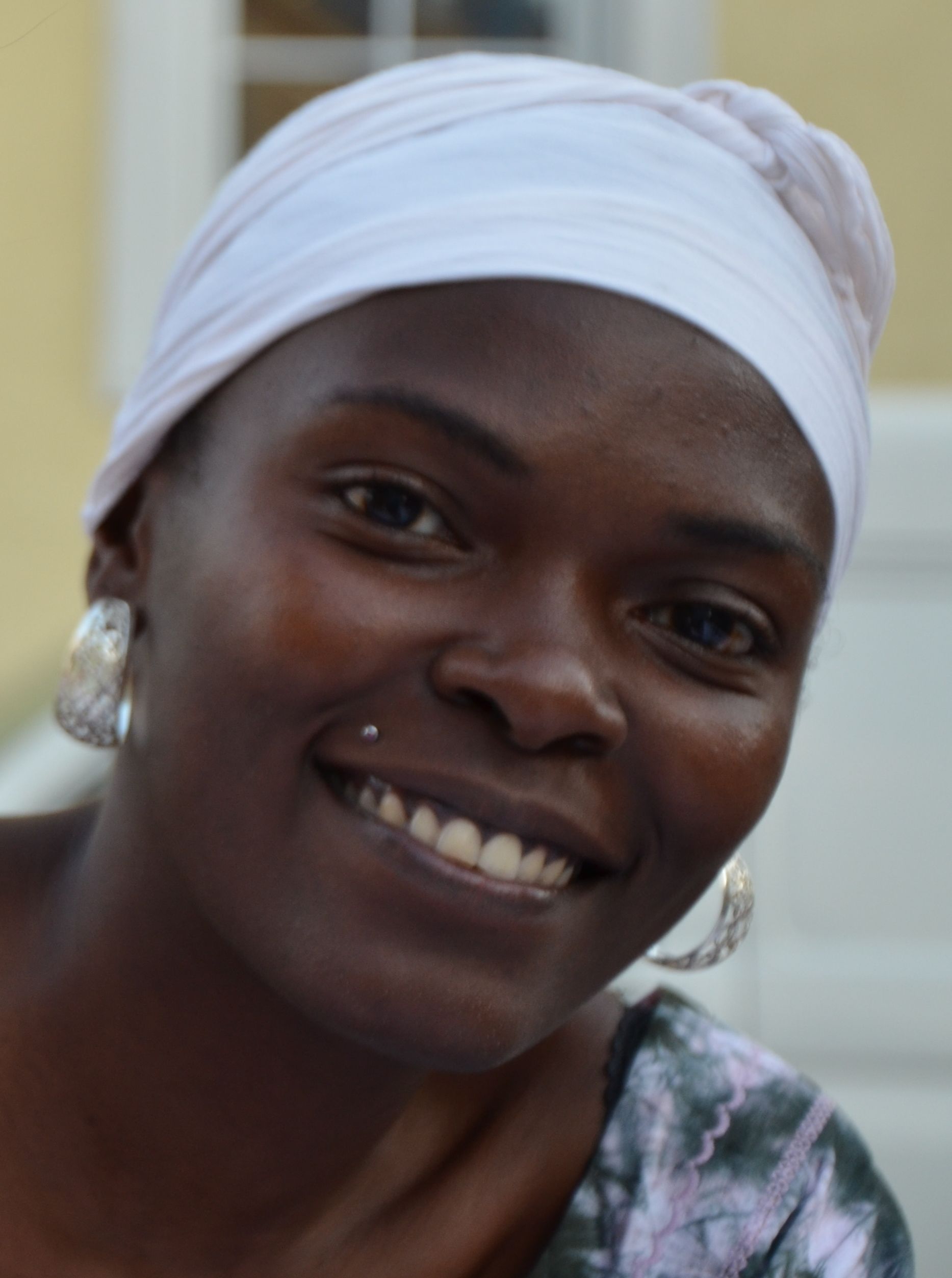
Marie-Edwige Hartig (2012)

Marie-Edwige Hartig (* 26. September 1980 in Bafoussam) ist eine österreichische Politikerin der Grünen kamerunischer Herkunft.

## Leben
Im Alter von sieben Jahren emigrierte Hartig nach Linz, wo ihre Mutter als Krankenschwester tätig war. Sie besuchte die Volksschule und das Bundesrealgymnasium Traun. Nach Abschluss der Unterstufe wechselte sie zur HBLA für Mode und Bekleidungstechnik in Linz, wo sie auch die Matura ablegte. 1998 wurde ihre Tochter geboren. Ab 2002 studierte sie Psychologie an der Universität Salzburg und schloss das Studium 2012 mit einer Diplomarbeit zum Thema „Akulturationsstrategien der Schwarz-AfrikanerInnen im Großraum Linz“ ab. 
Hartig war Vorsitzende der PLAST, der Studierenden-Fraktion des Berufsverbands Österreichischer PsychologInnen. Neben Deutsch beherrscht sie außerdem Französisch, Englisch und den oberösterreichischen Dialekt. Hartig bezeichnet sich selbst als Austro-Bamileke, wobei Bamileke der Name ihres Stammes in Kamerun ist.

## Politisches Engagement
Hartig war im Vorstand der Black Community OÖ, dem Dachverband afrikanischer Kulturvereine in Oberösterreich, tätig. 
Bei den Gemeinderatswahlen am 27. September 2009 zog sie für die Grünen in den Linzer Gemeinderat ein und ist somit in Linz die erste schwarze Gemeinderätin.
Auf der neonazistischen Internetseite Alpen-Donau.info wurde Hartig vor der Gemeinderatswahl unter der Überschrift So weit ist es gekommen – Negerin wird in Linz vielleicht Gemeinderätin diffamiert. Auch von Seiten der Freiheitlichen Partei Österreichs sah sich Hartig im Vorfeld der Wahl Anfeindungen und Kritik ausgesetzt.
Hartig ist seit 2009 Mitglied im Aufsichtsrat der GWG Linz und im Vorstand von Südwind Oberösterreich.